# Homileïsch
Als homileïsches Gespräch (von altgriechisch ὁμιλεῖν homilein „Umgang haben“, „sich unterhalten“) wird eine Unterhaltung bezeichnet, die nicht institutionell ist oder auf Wissenserwerb ausgerichtet ist, sondern in geselligem Beisammensein zum Spaß und um ihrer selbst geführt wird. Der Begriff taucht vor allem im interkulturellen und interlinguistischen Zusammenhang auf.